# Marcella Sembrich
Marcella Sembrich, née le 15 février 1858 à Wiśniowczyk en Galicie, et morte le 11 janvier 1935 à New York, est le nom de scène d'une soprano polonaise, de son vrai nom Prakseda Marcelina Kochańska.

## Biographie
Elle apprit jeune le violon et le piano, mais c'est Franz Liszt, séduit par sa voix brillante qui l'encouragea en 1874 à étudier le chant. Elle est arrivée à Milan en septembre 1876 à étudier avec l'un des meilleurs professeurs de chant sur le continent, à savoir, Giovanni Battista Lamperti, fils de l'éminent professeur Francesco Lamperti, avec qui elle allait étudier plus tard en 1885. Elle épousa le 5 mai 1877 un professeur du Conservatoire de Lemberg, Wilhelm Stengel (1846-1917). Elle fit ses débuts sur scène en 1878 à Dresde dans le rôle de Lucia di Lammermoor. Par la suite, elle se produisit dans toutes les grandes villes d'Europe et d'Amérique. 
Elle joua 26 rôles au Metropolitan Opera de New York, avec une prédilection pour Violetta dans La traviata et Lucia di Lammermoor. Au total, elle aura donné 500 représentations au Met
En 1906, Sembrich est venue à San Francisco avec une tournée de la troupe des principaux chanteurs du Met, Caruso, Emma Eames, Giuseppe Campanari (en), Pol Plançon. Elle a eu la chance de sortir indemne d'un tremblement de terre dévastateur, le feu a frappé la ville. 
Le gala du 6 février 1909 à l'issue duquel elle se retire de la scène a été un grand moment de l'histoire de la première scène américaine. 
Excellente musicienne, elle continue à pratiquer le piano et le violon tout au long de sa vie. Elle se consacre après son retrait de la scène au récital, puis à l'enseignement à l'Institut de musique Curtis et à la Juilliard School. Elle a parmi ses élèves Maria Jeritza et Dusolina Giannini. 
Elle s'installe près du Lac George (New York) et sa demeure est aujourd'hui un musée et un centre d'arts (https://thesembrich.org/). 

## Voix
"Une des chanteuses les plus fêtées de son temps, au brio remarquable dans l'aigü (do3-fa5), aborda les rôles "légers" avec une voix d'une largeur inusitée, un timbre pur, une musicalité et une technique accomplies".
(Harold Rosenthal & John Warrak "Guide de l'Opéra, Fayard, 2011)

## Enregistrements
Sembrich a laissé une centaine d'enregistrements. Elle enregistre d'abord à Berlin pour le label Bettini et ensuite sur les cylindres Mapleson, enregistrements non commerciaux réalisés par un collaborateur du Met. 
- Marcella Sembrich, Prima voce, Nimbus Records, 1999
- Marcella Sembrich, soprano, Maestoso, 2000
- Marcella Sembrich, soprano arias, Classical moments, 2010